# Laird Hunt
Pour les articles homonymes, voir Hunt.
Œuvres principales
Neverhome, New York n°2
Laird Hunt, né le 3 avril 1968 à Singapour, est un écrivain américain.

## Biographie
Laird Hunt étudie d'abord l'histoire et la littérature française à l'Université d'Indiana où il obtient sa licence en 1990. Il obtient ensuite un Master of Fine Art en 1996 à la Jack Kerouac School of Disembodied Poetics, à l'Université de Naropa dans le Colorado.  
En 2001, il publie son premier roman The Impossibly chez Coffee House Press. Il devient professeur de creative writing à l'université de Denver, discipline qu'il enseigne depuis septembre 2018 à Brown University.
Laird Hunt est l'auteur de huit romans et d'un recueil de nouvelles. 
Son écriture explore différents territoires littéraires tels que le roman noir, le grand roman américain, la fiction historique ou encore le roman d'horreur. Ses influences littéraires incluent Georges Perec, W.G. Sebald, Samuel Beckett, Franz Kafka, Robert Coover et Maurice Blanchot
En 2013, son roman Les Bonnes gens est finaliste du Prix PEN/Faulkner et reçoit le Prix Anisfield-Wolf pour la fiction. En septembre 2015, Neverhome reçoit le Grand prix de littérature américaine. 
Laird Hunt vit et écrit dans le Rhode Island avec sa femme, la poétesse et écrivaine Eleni Sikelianos.

## Œuvres
- The Paris Stories, Washington Marick Press, 2010. (2000).
- The Impossibly (2001). Traduit en français sous le titre Une impossibilité par Christophe Marchand-Kiss. Arles : Actes Sud, 2004.  (ISBN 2-7427-5304-4)[1]

- Indiana, Indiana, 2003. Traduit en français sous le titre Indiana, Indiana. Les Beaux Moments obscurs de la nuit par Barbara Schmidt. Arles : Actes Sud, 2007. (ISBN 978-2-7427-6705-2)[2]

- The Exquisite, 2006. Traduit en français sous le titre New York n°2 par Barbara Schmidt. Arles : Actes Sud, 2010. (ISBN 978-2-7427-9445-4)

- Ray of the Star, 2009.
- Kind One, 2012. Traduit en français sous le titre Les bonnes gens par Anne-Laure Tissut. Arles : Actes Sud, 2014. (ISBN 978-2-330-02751-3)[3]

- Neverhome, 2014[4],[5]. Traduit en français sous le titre Neverhome par Anne-Laure Tissut. Arles : Actes Sud, 2015. (ISBN 978-2-330-05302-4).
- The Evening Road, 2017[6]. Traduit en français sous le titre La Route de nuit par Anne-Laure Tissut. Arles : Actes Sud, 2019.  (ISBN 978-2-330-12110-5).
- In the House in the Dark of the Woods, New York : Little, Brown and Company, 2018[7]. Traduit en français sous le titre Dans la maison au cœur de la forêt profonde par Anne-Laure Tissut. Actes Sud, 2022.

- Zorrie, New York : Bloomsbury Publishing, 2021. Traduit en français sous le titre Zorrie par Anne-Laure Tissut. Globe, 2023.